# Antanandehibe
Antanandehibe è una città e comune del Madagascar situata nel distretto di Antanambao Manampotsy, regione di Atsinanana. 
La popolazione del comune rilevata nel censimento 2001 era pari a 6 400 unità.